# Biserica „Sfinții Arhangheli Mihail și Gavriil” din Leușeni
Biserica „Sf. Arhangheli Mihail și Gavriil” este o biserică amplasată în Leușeni, raionul Hîncești, Republica Moldova. Este un monument arhitectural de importanță națională inclus în Registrul monumentelor Republicii Moldova ocrotite de stat cu nr. 609 (raionul Hîncești). Datează din 1838.